# Brett Johnson
Brett Johnson est un acteur et un compositeur américain.

## Filmographie
Comme acteur
- 1983 : Kentucky Woman (TV)
- 1983 : Branagan and Mapes (TV) : Logan Mapes
- 1983 : Retour vers l'enfer (Uncommon Valor) : Kid #1
- 1984 : It's Flashbeagle, Charlie Brown (TV) : Charlie Brown (voix)
- 1985 : Snoopy's Getting Married, Charlie Brown (TV) : Charlie Brown (voix)
- 1983 : The Charlie Brown and Snoopy Show (série télévisée) : Charlie Brown (1985) (voix)
- 1986 : L'Invasion vient de Mars (Invaders from Mars) : Classmate
- 1986 : Karate kid, le moment de vérité II (The Karate Kid, Part II) : Autograph Fan
- 1985 : Les Gummi ("The Gummi Bears") (série télévisée) : Cavin (II) (1986) (voix)
- 1989 : Agro's Cartoon Connection (série télévisée) : Dorm Boys (Billingsly)- Space Cadets (Ginkobaloba) The Twonks

Comme compositeur